# 6607 Matsushima
6607 Matsushima (1991 UL2) là một tiểu hành tinh vành đai chính được phát hiện ngày 29 tháng 10 năm 1991 by K. Endate ở Kitami.